# ریوزو ایشینو
ریوزو ایشینو (انگلیسی: Ryuzou Ishino; ۱۲ دسامبر ۱۹۶۲ – ) صداپیشه، و بازیگر اهل ژاپن بود. وی از سال ۱۹۸۶ میلادی تاکنون مشغول فعالیت بوده‌است.